# Chionaema celebensis
Chionaema celebensis là một loài bướm đêm thuộc phân họ Arctiinae, họ Erebidae.